# Francisco de Iturbe y Heriz
Francisco-Antonio de Yturbe y Hériz (Vergara, Guipúzcoa; 20 de septiembre de 1768-Ciudad de México, 14 de diciembre de 1841) fue un hacendado y comerciante español, conocido por ser propietario de la mansión Iturbe y realizar comercio a través del galeón Acapulco-Manila, el cual constituía una gran parte del comercio de Asia, América y Europa. Nació en Vergara, Guipúzcoa, en el seno de una familia hidalga y posteriormente se establecería en la Nueva España.

## Vida personal
La familia Yturbe fue una destacada familia durante la época virreinal de México. Francisco, era hijo de dos vascongados guipuzcoanos: Alonso Francisco Javier de Yturbe y Mancisidor (1734-1795) y de Ana María de Hériz y Velar (1727-1795). En 1784 se establece en Pátzcuaro de donde llegó a ser regidor y alférez real.
Fue representante en esa ciudad de la Casa de Arriería del Coronel Gabriel Emeterio de Iturbe e Iraeta caballero en 1792 de la Orden de Carlos III, tío suyo establecido en la Ciudad de México. También era sobrino de Manuel de Iturbe e Iraeta, gobernador del Nuevo Santander (hoy Tamaulipas y sur de Texas) durante el movimiento de Independencia de México. Yturbe y Hériz se destacó en el comercio que se realizaba en aquella época, por la ruta comercial que conectaban Pátzcuaro con Acapulco, que utilizando recuas de mulas transportaban las mercancías del Galeón de Manila que iban a Europa pasando primero por Ciudad de México,  Puebla, Veracruz y La Habana. 
Este comercio generaba unos excedentes que permitieron forjar un embrión de lo que posteriormente sería la banca.
Se casó tres veces: primero con Manuela de Izazaga con quien tuvo dos hijos que fallecieron poco después que su madre, segundo con Nicolasa Huarte -viuda de Legorburu y prima de Ana María Huarte- con la cual no tuvo descendencia, y tercero con Doña María Josefa de Anciola y del Solar-Moctezuma, Pérez-Santoyo y Cervantes-Villaseñor, y juntos tuvieron cinco hijos. Entre ellos Francisco-María de Iturbe y Anciola, quien sería posteriormente gobernador del Estado de México, y Secretario de Hacienda
Francisco-Antonio de Yturbe había forjado amistad con algunos rebeldes que participaron en las revoluciones de las colonias españolas en América, como Simón Bolívar, libertador de Venezuela y otros países de Sudamérica, a quien ayudó a salir de la entonces Nueva Granada sin ser arrestado en 1810.

## Mansión Iturbe
Tras establecerse primero en la denominada Casa de la Escalera Panda en Portal Guerrero 27, Yturbe adquirió la casa que hoy se denomina Mansión Iturbe en Portal Morelos 59. Esta perteneció a don José María Abarca quien estuvo relacionado con figuras precursoras de la independencia de México de Valladolid hoy Morelia, entre los cuales se encontraban Nicolás Michelena y su hermano José Mariano Michelena y José María García Obeso entre otros personajes que participaron en la Conspiración de Valladolid en 1809. En 1810 Francisco-Antonio de Yturbe aquiere la mansión, esta pasaría a ser propiedad de su hija Francisca de Iturbe y Anciola, que se casó con Francisco Arriaga y Peralta en 1830, desde entonces sería conocida como la Mansión Iturbe.
En esta casa reunió una importante colección de arte compuesta de pintura, mobiliario, cerámica, plata, etc que se repartió entre sus herederos, y de la cual destacaba un biombo de doce hojas que mandó hacer y representa una de las obras cumbres del arte novohispano del XVIII.